# Daniel Stroz
Daniel Stroz (n. 4 august 1943, Plzeň, Cehia) este un om politic ceh, membru al Parlamentului European în perioada 2004-2009 din partea Cehiei.